# 琉球空中通勤
琉球空中通勤株式會社（日語：琉球エアーコミューター株式会社）是以日本那霸機場做為基地的專飛沖繩縣內離島及奄美群島的航空公司，是日本航空（JAL）的孫公司、日本越洋航空的子公司。
1986年首先承接了那霸-慶良間航線（現已停飛）作為第一條航線，隨後又開設那霸-粟國航線。1991年因日本的西南航空（現已改名日本越洋航空，JTA）增資，將旗下DHC-6所飛行的航線交給琉球空中通勤。現在共有13條航線。
作為日本航空的成員之一，它是日本航空旗下公司中，最後一間轉用日本航空統一形象「Arc of the Sun」的新設計標誌的公司（2007年4月），亦是唯一一家不使用IATA編碼的航空公司。
同時引入一部DHC-8-300並塗上新設計塗裝。
因為使用小型飛機，隨身和托運行李免收運費的重量限制也和其他日本航空旗下航空不同，托運和隨身行李總計限制為10公斤。

## 航線
- 那霸─久米、北大東、石垣、奄美、南大東、宮古、與那國、與論
- 北大東─南大東（兩機場之間距離僅13km，為日本最短的常規航班）
- 宮古─石垣、多良間
- 石垣─與那國

## 機隊
截至2025年8月，琉球空中通勤平均機齡8.9年，機隊如下：

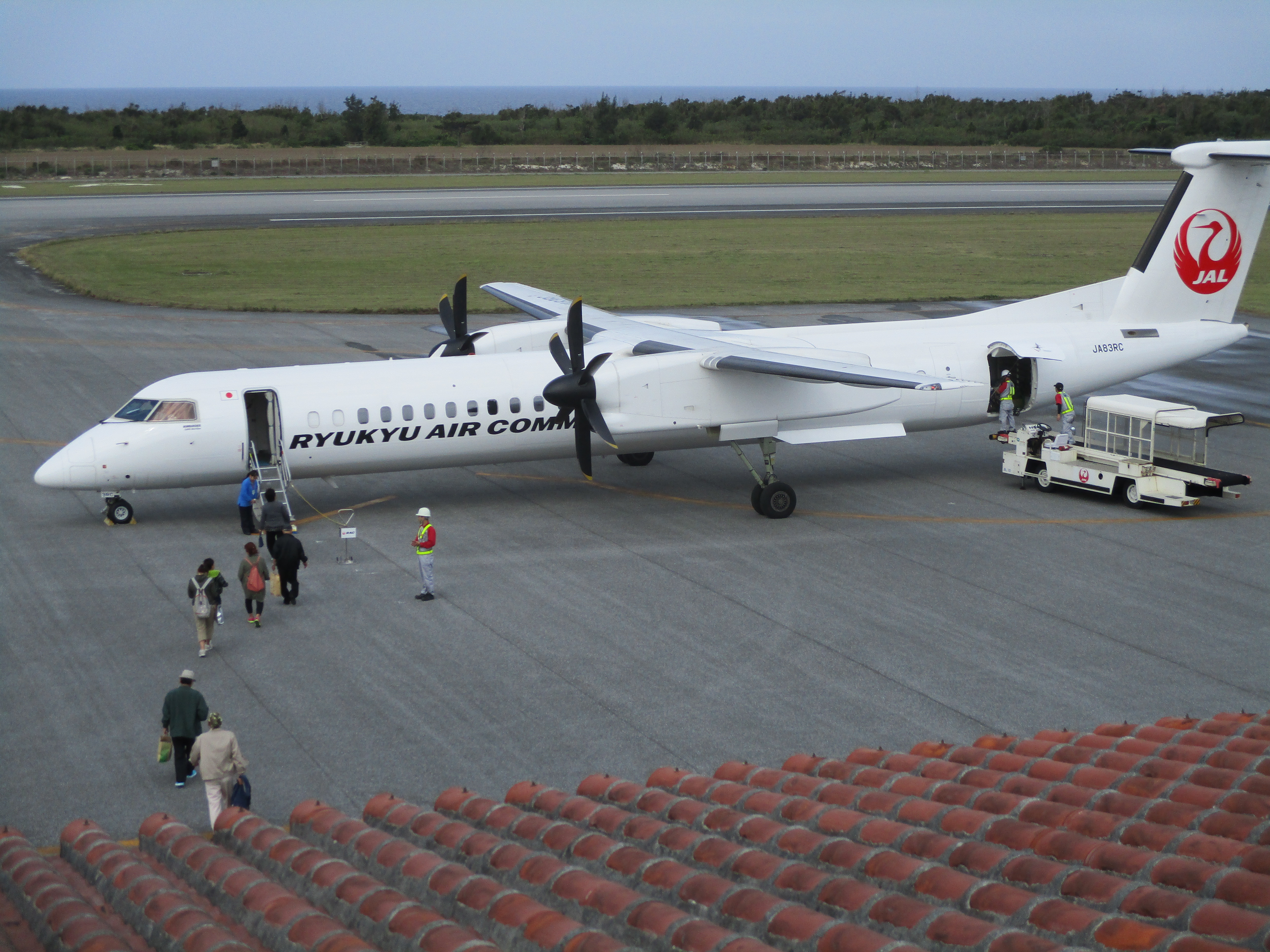
琉球空中通勤的龐巴迪 Dash8-Q400 Combi
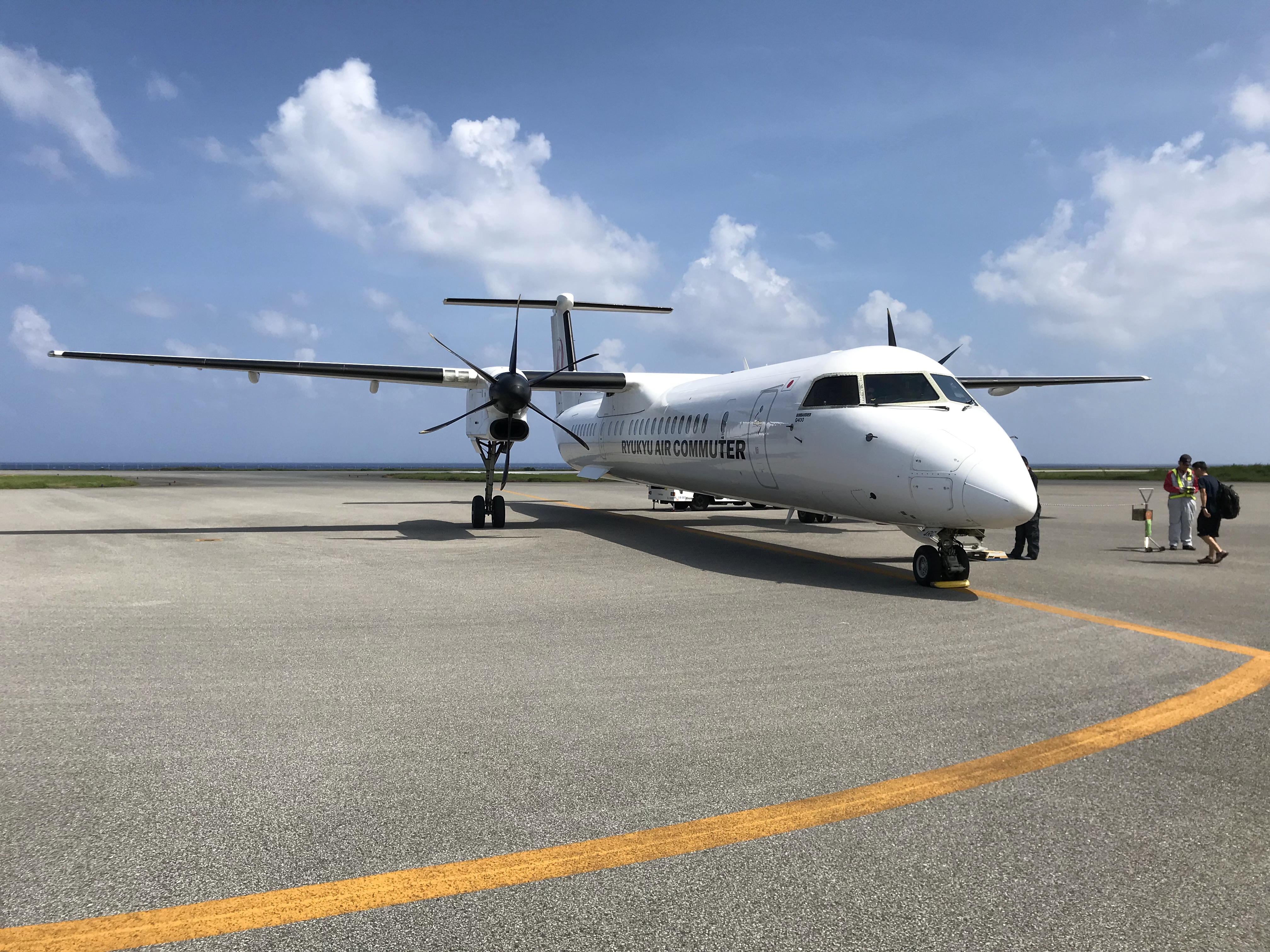
龐巴迪Dash 8-Q402 combi

## 已退役機型

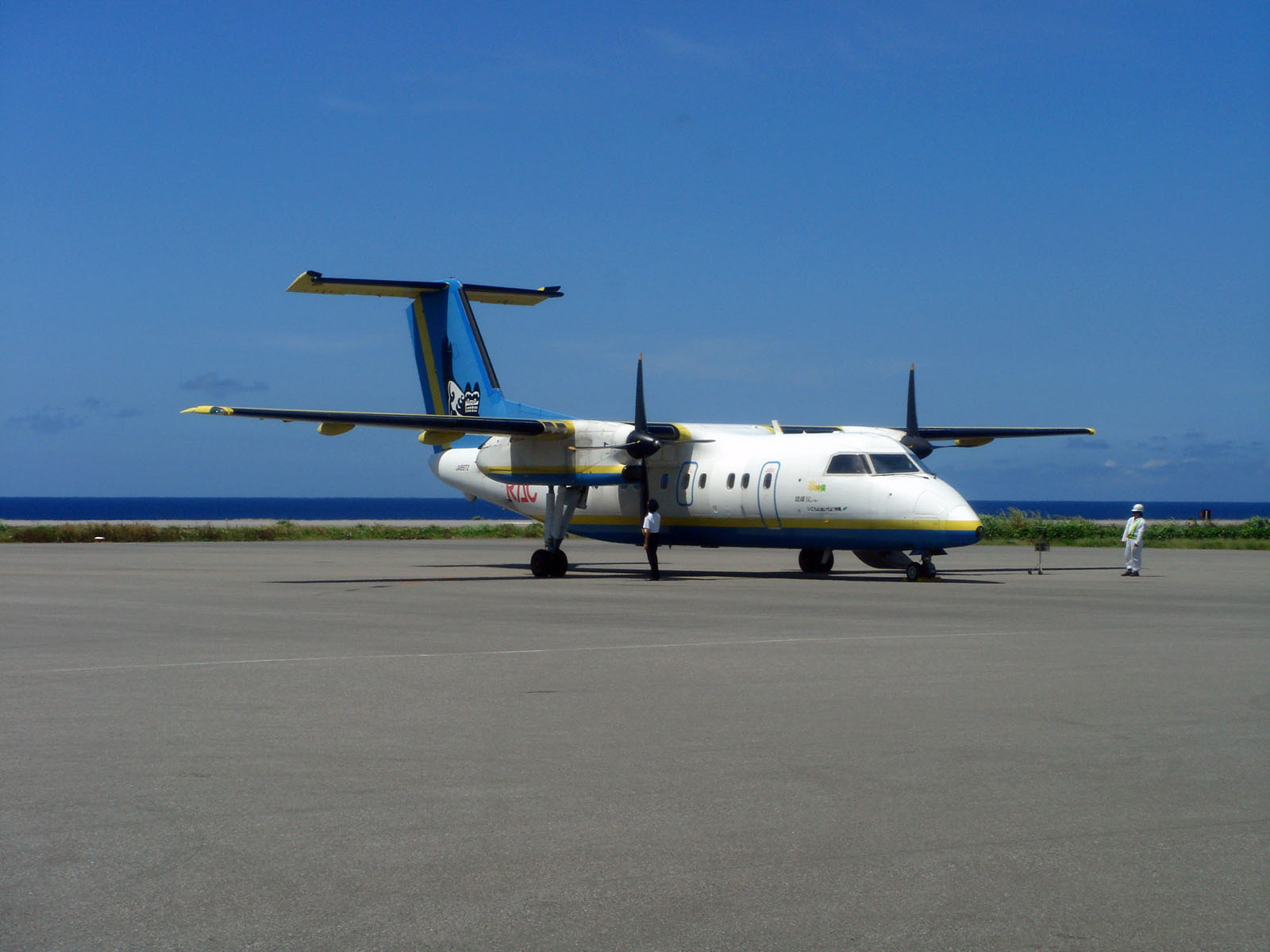
琉球空中通勤舊塗裝的DHC-8-103
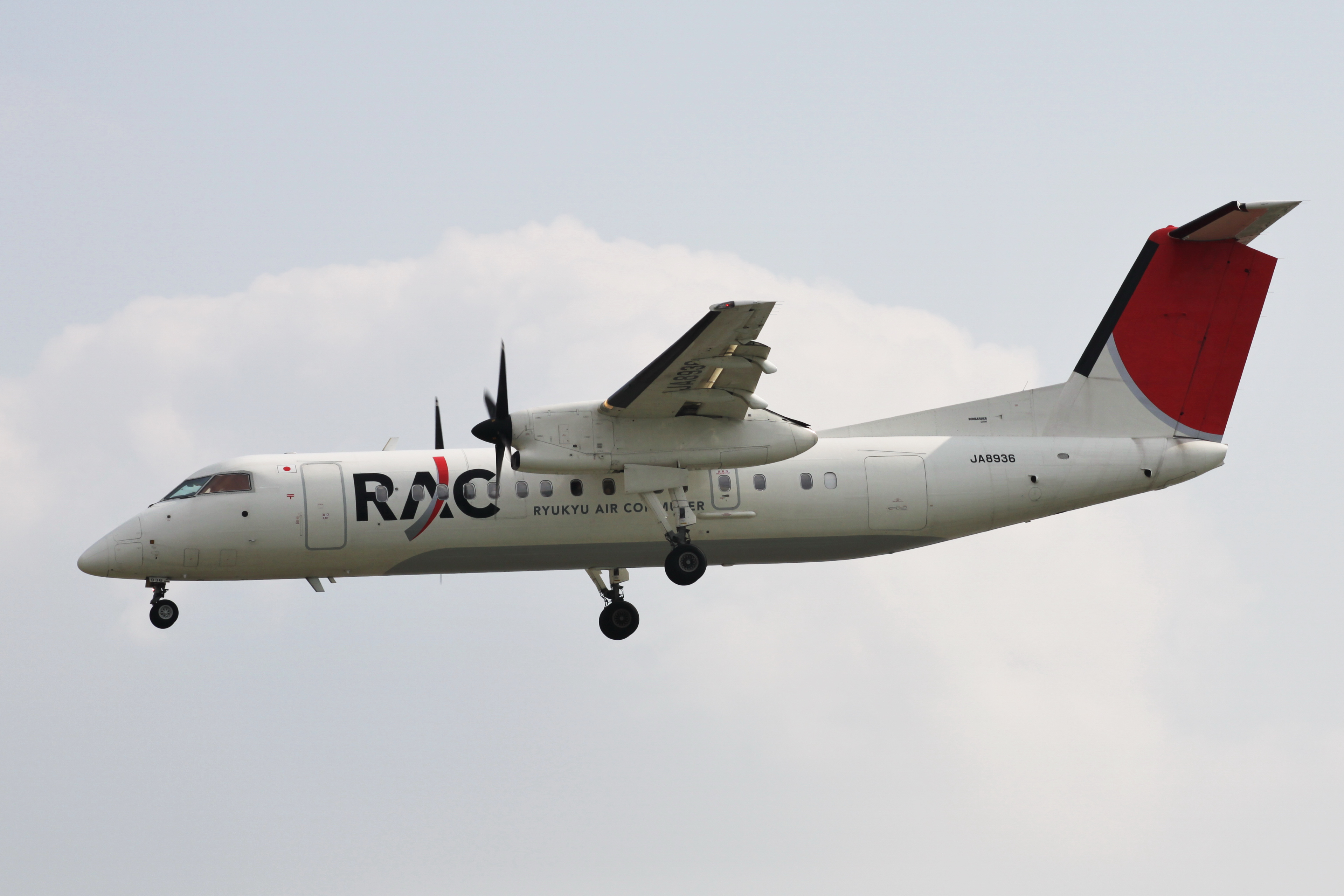
琉球空中通勤的DHC-8-314

## 外部連結
- 琉球空中通勤 （页面存档备份，存于）（日語）

1. ↑  .   [2016-04-10]. （原始内容存档于2017-03-09）.